# Feral
Feral, il cui vero nome è Maria Callasantos, è un personaggio dei fumetti creato da Fabian Nicieza (testi) e Rob Liefeld (storia e disegni), pubblicato dalla Marvel Comics. La sua prima apparizione è in New Mutants (vol. 1) n. 99 (marzo 1991).

Prima di essere uccisa da Sabretooth è stata sia una supereroina sia una supercriminale, principalmente legata ai membri del gruppo X-Force. Insieme a Thornn è una delle sorelle di Romulus. (senza fonte)

## Biografia del personaggio
Il mutante noto come Feral è cresciuto in un caseggiato di New York City come Maria Callasantos. Aveva una sorella maggiore, Lucia, che si sarebbe rivelata anche una mutante, un fratello minore, Matteo, e una sorella minore, Carolina. Il padre ha picchiato la moglie e abbandonato la famiglia dopo la nascita di Carolina, la più giovane dei bambini. Alla fine è stato trovato morto per overdose di droga. Maria ha incolpato i suoi due fratelli minori per il fatto che il padre li ha abbandonati. Carolina più tardi cadde da una scala e stava per morire mentre Maria le stava facendo da babysitter; non è chiaro se la morte di Carolina sia stata un incidente o se è stata Maria a ucciderla. Più tardi, Matteo stava inseguendo i piccioni domestici di Maria sul tetto del caseggiato quando presumibilmente inciampò sulla sporgenza. Si tenne sulla sporgenza il più a lungo possibile, ma presto cadde verso la morte. Maria era un testimone e, ancora una volta, non è chiaro se lo avesse ucciso. La madre di Maria aveva un ragazzo di nome Harry Bellinger, che era un alcolizzato e un tossicodipendente da cocaina che ha reso anche la signora Callasantos dipendente dalla droga. Le mutazioni di Lucia iniziarono ad emergere, molto più lentamente di quelle di Maria, e le fecero crescere la pelliccia. Quando Lucia aveva diciassette anni, Bellinger cercò di violentarla, ma Maria, che aveva quindici anni, le cui mutazioni erano emerse molto più rapidamente, fermò Bellinger e lo uccise. Maria e Lucia hanno nascosto il corpo. Sapendo che Maria aveva ucciso Bellinger, la madre uccise i piccioni domestici di Maria per vendetta. Presa dall'odio, Maria ha poi ucciso sua madre. Dopo l'omicidio della madre Maria e Lucia andarono a vivere nella comunità sotterranea di mutanti conosciuti come i Morlock. Le due sorelle finirono per assomigliare ad animali umanoidi; Maria prese il nome di "Feral" e Lucia divenne nota come "Thornn".
Alla fine, Feral si unì alla squadra di avventurieri mutanti che divenne nota come X-Force; nessuno dei suoi compagni di squadra sapeva del suo passato. Thornn, d'altra parte, è entrato in contatto con la Confraternita dei mutanti malvagi che è stata organizzata da Toad. Per un po' ', Feral si è unita al gruppo di mutanti chiamata X-Force. Ma poi la squadra ha tentato di salvare il funzionario governativo Henry Peter Gyrich dal terrorista Mutant Liberation Front, guidato da Reignfire. Feral odiava Gyrich, che non era amico dei mutanti, e Reignfire la convinse a unirsi al Fronte di liberazione mutante e ad uccidere Gyrich. Quando Feral ha attaccato Gyrich, il leader della X-Force Cable le ha sparato con una carica non letale, ma poi Reignfire l'ha rapita. Feral è emerso dalla clandestinità quando la polizia di New York City ha catturato Thornn. Feral ha affrontato Thornn e il membro della X-Force Cannonball. Thornn ha rivelato di aver visto Feral uccidere Harry Bellinger, e Cannonball ha provocato Feral ad ammettere di aver ucciso sua madre. Cannonball ha sopraffatto Feral e un vecchio amico di Lucia, il detective della polizia Jose Hidalgo, l'ha arrestata per aver ucciso tre membri della sua famiglia e Bellinger. Successivamente Thornn è stato liberato e Feral è stato condannato per omicidio. Durante la sua prigione, Feral ha scoperto di essere stata infettata dal Legacy Virus. Fuggendo dalla prigione, lei, insieme ad altri malati di virus, cercò di ottenere l'isotopo E, pensando che sia una cura. Feral, ora mentalmente sconvolta dalla sua malattia, in seguito riemerse con una nuova incarnazione degli Hellions guidati da King Bedlam. Dopo essere stato curato dal virus, lei e sua sorella sono entrate a far parte della X-Corporation. È rimasta con la X-Corp per un po' 'di tempo, ma è tornata a New York, dove lei e sua sorella hanno perso i loro poteri grazie a Scarlet Witch. Feral ha perso i suoi poteri mutanti dopo l'M-Day ma, in un modo ancora inspiegabile, lei e sua sorella hanno riacquistato il loro aspetto felino, ripristinato con un processo sconosciuto da Romulus. Qualche tempo dopo ha accompagnato Sasquatch, Wolfsbane, Thornn e Wolverine al complesso di Weapon X per cercare Wild Child. Durante questo viaggio è stata uccisa da Sabretooth. Feral, insieme a molti altri mutanti deceduti, fu resuscitato da Selene ed Eli Bard con il virus Transmode e attaccò i suoi ex alleati. Come la maggior parte dei mutanti risorti, è morta quando Selene è stata uccisa. Successivamente si è scontrata con Wolfsbane e Shatterstar, cercando di uccidere Rahne e suo figlio, ma si è scoperto che era solo un fantasma, ed è stata restituita al mondo per servire come ancora per i demoni e gli dei, che stavano cercando il figlio di Rahne. Cu Sith, Kasha, Okami e Bastet, apparvero tutti subito dopo e attaccarono Rahne. Anni dopo, Feral riemerse nella neonata nazione mutante di Krakoa, essendo stato presumibilmente rinato per mano dei Cinque, un gruppo di mutanti capaci di combinare i loro poteri in un processo di resurrezione, riuniti da Charles Xavier come parte del suo piani per l'ascensione mutante.

## Poteri e abilità
Feral è un mutante che possiede una serie di attributi fisici sovrumani:
- Velocità sovrumana: Feral è in grado di correre e muoversi a velocità superiori a quella del miglior atleta umano.
- Resistenza sovrumana: i muscoli di Feral producono molte meno tossine della fatica durante l'attività fisica rispetto ai muscoli di un normale essere umano. Può esercitarsi alla massima capacità per diverse ore prima che la fatica la danneggi.
- Fattore di guarigione rigenerativa: Feral è in grado di curare lesioni da lievi a moderate molto più velocemente di un normale essere umano. Lesioni come le ossa rotte possono guarire completamente in pochi giorni. Non è in grado di rigenerare arti o organi mancanti.
- Agilità sovrumana: l'agilità, l'equilibrio e la coordinazione naturali di Feral sono migliorati a livelli oltre i limiti naturali del corpo umano.
- Riflessi sovrumani: il tempo di reazione naturale di Feral è aumentato a livelli oltre i limiti naturali del corpo umano.
- Sensi sovrumani acuti: Feral possiede sensi sovrumani acuti della vista, dell'olfatto e dell'udito paragonabili a quelli di alcuni animali. Feral è in grado di vedere con maggiore chiarezza ea distanze maggiori rispetto a un normale essere umano. Conserva la stessa chiarezza, anche nell'oscurità quasi totale. Il suo udito è migliorato in modo simile, permettendole sia di sentire suoni che gli esseri umani comuni non possono sia di sentire a distanze molto maggiori. Feral è in grado di usare il suo senso dell'olfatto altamente sviluppato per tracciare un bersaglio in base al profumo. Il suo senso dell'olfatto è così acuto che è in grado di rilevare le lievi differenze chimiche in diverse marche di deodoranti che, presumibilmente, hanno lo stesso profumo.
- Artigli e denti affilati come rasoi: Feral possiede artigli retrattili sulla punta di ogni dito. Questi artigli sono in grado di tagliare la maggior parte dei materiali convenzionali tra cui carne, ossa, legno, pietra e alcuni tipi di metalli. Ha anche canini allungati che può usare per squarciare la carne in situazioni di combattimento.
- Coda prensile: Feral possiede una lunga coda prensile che usa per bilanciarsi durante la corsa o durante le situazioni di combattimento. È anche in grado di sostenere il suo peso con la coda.
- Intangibilità: come fantasma può facilmente passare attraverso oggetti solidi e apparire dove vuole.
- Superforza: Feral possiede una forza sovrumana che le consente di sollevare circa 1 tonnellata.

## Altri media

### Cinema
- Feral appare come personaggio secondario nel film X- Men

1. ↑  Il termine volume è usato in lingua inglese, in questo contesto, per indicare le serie, pertanto Vol. 1 sta per prima serie, Vol. 2 per seconda serie e così via.